# رسالة أريسيبو

عرض للرسالة مع إضافة ألوان لإظهار الأجزاء المختلفة. لم يحتوي البث الثنائي علي معلومات لونية.

رسالة أريسيبو (بالإنجليزية : Arecibo Message) هي رسالة مكونة من موجات راديو تحمل معلومات بسيطة عن البشرية والأرض بثت إلي منطقة مسييه 13 عام 1974 كعرض لإنجاز البشري في مجال التكنولوجيا، عوضًا عن كونها محاولة جدية للتواصل مع كائنات فضائية.
بثت الرسالة إلي الفضاء عبر موجات راديو معدلة التردد في احتفال بإعادة تصميم مرصد أرسيبو في بورتوريكو في 16 نوفمبر 1974. وجهت الرسالة نحو مسييه 13 علي بعد 25،000 سنة ضوئية بسبب كون هذه المجموعة النجمية كبيرة وواضحة في سماء الليل وقت الاحتفال. تُكون الرسالة الصورة الظاهرة هنا عند فك الرسالة إلي رسوم، و رموز، ومساحات.

## الوصف
كتب الرسالة فرانك دريك، واضع معادلة دريك أثناء عمله في جامعة كورنيل بمساعدة من كارل ساغان وآخرين. لم تبعث الرسالة بهدف محاولة التواصل مع أشكال حياة ذكية خارج نظامنا الشمسي، بل كنوع من الاستعراض لإنجاز بشري تكنولوجي. بالإضافة إلي أن مركز مسييه 13 الذي وجهت الرسالة نحوه سيكون قد تغير موقعه عند وصول الرسالة. لن يكون التغير في الموقع كبير بالرغم من ذلك وستصل الرسالة بالقرب من المركز نتيجة لصغر الحركة الخاصة لمسييه 13.
تتكون الرسالة من سبعة أجزاء تشفر كالتالي (من الأعلي إلي الأسفل):
- الأرقام من 1 إلي 10 (اللون الأبيض).
- العدد الذري لعناصر الهيدروجين، و الكربون، و النتيروجين، و الأكسجين، و الفسفور الذين يكونون الحمض النووي (DNA) (اللون الأرجواني).
- الصيغة الرياضية للسكريات والقواعد التي تشكل النوكليوتيد للحمض النووي (اللون الأخضر).
- عدد النوكليوتيد في الحمض النووي، و رسم للبينية الحلزونية المزدوجة للحمض النووي (اللون الأبيض والأزرق).
- رسم لبشري، و أبعاد الطول المادي للبشري العادي، و التعداد السكاني البشري للأرض (اللون الأحمر، الأزرق والأبيض، و الأبيض علي التوالي).
- رسم للمجموعة الشمسية مظهرًا أي من الكواكب بثت منها الرسالة (اللون الأصفر).
- رسم لمرصد أرسيبو وأبعاد القطر المادي لصحن الإرسال الهوائي (اللون الأرجواني، الأبيض، و الأزرق).

تكونت الرسالة من 1،679 بت، حوالي 210 بايت، مرسلة بتردد 2،380 هرتز و معدلة عبر تحويل التردد بنسبة 10 هرتز، و بقوة 450 كيلوهرتز. بثت الآحاد والأصفار عبر تحويل التردد بمعدل 10 بت في الثانية. لم تتخطي مدة بث الرسالة الثلاث دقائق.
أختير العدد 1،679 لكونه عدد نصف أولي (نتيجة ضرب عددان أوليان)، ليتم ترتيبه بشكل مستطيل (مسح راستر) إلي 73 سطر و 23 عمود.  أنتج الترتيب البديل الذي كان 23 سطر و 73 عمود مجموعة من الرموز الغير مفهومة.

### الأرقام
```
      1 2 3 4 5 6 7 8 9 10 
      ---------------------- 
      0 0 0 1 1 1 1 00 00 00 
      0 1 1 0 0 1 1 00 00 10
      1 0 1 0 1 0 1 01 11 01 
      X X X X X X X X  X  X <-علامة-الرقم-الأقل أهمية
```

تظهر الأرقام من 1 إلي 10 في شكل ثنائي ويمثل الصف السفلي بداية كل رقم.
حتي إذا افترضنا أن المستلمين سيعرفون الشفرة الثنائية، لن يكون تشفير الأرقام واضح في الحال بسبب طريقة كتابتها. لقرائة الأعداد الأولي السبعة، تجاهل الصف الأخير وأقرائهم كثلاثة أرقام ثنائية من الأعلي إلي الأسفل، مع كون الرقم الأعلي هو الأهم. القرائات للأرقام 8، و 9، و 10 مختلفة قليلًا لأن لهم عمود إضافي بجوار الأول (من يمين الصورة). هذا مقصود لإظهار قابلية كتابة الأرقام الكبيرة التي لا يمكن وضعها في عمود واحد في أكثر من عمود متلامس حيث لا توجد علامة للرقم الأقل أهمية في الأعمدة الإضافية.

### عناصر الDNA
```
H C N O P 
1 6 7 8 5 1 
----------- 
0 0 0 1 1
0 1 1 0 1
0 1 1 0 1 
1 0 1 0 1 
X X X X X
```

هنا تظهر الأرقام 1، و 6، و 7، و 8، و 15. هذه هي الأعداد الذرية للهيدروجين (H)، و الكربون (C)، و النيتروجين (N)، و الأكسجين (O)، و الفسفور (P)، مكونات الDNA.

### النوكليوتيدات
| Part 3 — The nucleotides of DNA |                   |                  |                              |  |
| ريبوز منقوض الأكسجين(C5H7O)     | أدينين(C5H4N5)    | ثايمين(C5H5N2O2) | ريبوز منقوص الأكسجين (C5H7O) |  |
| فوسفات (PO4)                    |                   |                  | فوسفات (PO4)                 |  |
| ريبوز منقوص الأكسجين (C5H7O)    | سايتوسين(C4H4N3O) | غوانين (C5H4N5O) | ريبوز منقوص الأكسجين (C5H7O) |  |
| فوسفات (PO4)                    |                   |                  | فوسفات (PO4)                 |  |
|                                 |                   |                  |                              |  |

توصف النوكليوتيدات كتسلسلات للذرات الخمسة الظاهرة علي الخط السابق. تمثل كل سلسلة الصيغة الجزيئية للنوكليوتيدات كما تدمج في الDNA (علي عكس الشكل الحر للنوكليوتيد).

كمثال، الريبوز منقوص الأكسجين يكون C5H7O في الDNA و C5H10O4 في شكله الحر. يقرأ النوكليوتيد في أعلي اليسار:
```
11000 
10000
11010
XXXXX 
----- 
75010
```

مثال: 7 ذرات هيدروجين، 5 ذرات كربون، 0 ذرات من النيتروجين، ذرة أكسجين، و 0 ذرات من الفسفور.

### الحلز المزدوج
```
11 
11 
11 
11 
11 
01 
11
11 
01 
11 
01 
11 
10 
11 
11 
01 
X
```

```
11111111 11110111 11111011 01011110 (ثنائي) = 4,294,441,822 (عشري)
```

يمثل العمود الأبيض في الوسط عدد النوكليوتيدات. يصور العدد إلي حوالي 4.3 مليار، والذي كان يعتقد أنه العدد الفعلي وقت بث الرسالة. هناك حوالي 3.2 مليار زوج قاعدي في الجينوم البشري.

### البشرية
|  | ʌ X011011 \| 111111 \| 110111 X0111 111011 \| 111111 v 110000 1110 (ثنائي) = 14 (عشري) 000011 111111 110111 111011 111111 110110 (ثنائي) = 4,292,853,750 (عشري) |

يمثل العنصر الأحمر بالمركز إنسانًا. يمثل العنصر إلي اليسار متوسط طول ذكر بالغ في الولايات المتحدة: 1.764 متر. يتوافق هذا مع الشفرة الثنائية المكتوبة بشكل عرضي (14) مضروبة في الطول الموجي للرسالة (126 مليمتر). يمثل العنصر الأبيض علي اليمين العدد السكاني للبشر في 1974، حوالي 4.3 مليار. في هذا الحالة يميل الرقم في البيانات بشكل عرضي عوضًا عن طولي. علامة العدد الأقل أهمية موجود بأعلي اليسار في الصورة، حيث تتجه البتس إلي اليمين وتوجد الأعداد الأكثر أهمية بالأسفل.

### الكواكب
```
                  الأرض
الشمس عطارد الزهرة     المريخ المشتري زحل أورانوس نبتون بلوتو (من اليسار إلي اليمين)
```

المجموعة الشمسية مظهرة الشمس والكواكب في ترتيب مواقعهم من الشمس: عطارد، الزهرة، الأرض، المريخ، المشتري، زحل، أورانوس، نبتون، و بلوتو (كان يعتبر حينها جزًء من المجموعة الشمسية قبل أن يتم إعادة تصنيفه إلي كوكب قزم من قبل الاتحاد الفلكي الدولي).
كوكب الأرض هو الثالث ترتيبًا من الشمس; رسمته مرتفعة عن باقي الكواكب في الصورة لتمييز من أي كوكب بثت الرسالة. بالإضافة إلي ذلك، يظهر رسم الهيئة البشرية فوق رسم الأرض مباشرة.
يظهر الرسم أيضًا فارق الحجم اللا مقياسي بين كواكب المجموعة الشمسية والشمس.

### التليسكوب
```
السطران السفليان:
     100101
<--- 111110X --->
```

```
100101 111110 (ثنائي) = 2,430 (عشري)
```

يمثل الجزء الأخير مرصد أريسيبو وقطره : 2،430 متر مضروب في الطول الموجي للرسالة (260 مليمتر) يعطي 306.18 متر. في هذه الحالة، يوجه العدد بشكل عرضي مع علامة العدد الأقل أهمية إلي اليمين السفلي بالصورة. الجزء الذي يمثل حرف "M" بالإنجليزية من الرسم موجود ليظهر لقارئ الرسالة أن الخط المقوس هو مرآة ذات سطح مكافئ.

شفرت رسالة أريسيبو إلي 23 سطر و73 عمود، بالرغم من ظهورها بشكل غير مفهوم، تظهر الرسالة في هذا الشكل مرتبة كفاية لألا تعتبر إشارة عشوائية.

## أكذوبة رد أريسيبو
"رد أريسيبو" هو أكذوبة اختلقها أناسًا صنعوا رسمة في حقل محصول (دوائر المحاصيل) عام 2001 بالقرب من مرصد تشيلبوتون في هامبشاير، الممكلة المتحدة، لإظهارها علي أنها رد من حضارة فضائية علي الرسالة. كانت دائرة المحصول شبه مطابقة لرسالة أريسيبو. شكلت الرسمة نفس جدول ال23x73 لأن هذه الأرقام كانت أرقام أولية ومعظم البيانات الكيميائية لم تتغير عدا تغيير عنصر الكربون إلي السيليكون، وإعادة كتابة خارطة الDNA. بالأسفل، تم تغيير رسمة البشري إلي رسمة ذات بنية أقصر مع رأس كبيرة ومنتفخة.

## انظر أيضا

رد أريسيبو هو الاسم الذي أعطي لدائرة المحصول التي ظهرت في أرض زراعية بجوار مرصد تشيلبولتون في هامبشاير، المملكة المتحدة في 19 أغسطس 2001. كانت الرسمة بعرض 22.8 متر وطول 36.5 متر. سمي التصميم بهذا الاسم أيضًا لكونه يظهر كرد لرسالة أريسيبو الذي بثها SETI إلي الفضاء الخارجي عام 1974.

## روابط خارجية
- صفحة سيتي الرئيسية عن الرسالة
- رسائل الراديو عبر النجوم
- شرح رسالة أريسيبو نسخة محفوظة 17 يوليو 2007 على موقع واي باك مشين.
- رسائل مشفرة ذاتيًا